# Полихроматор
Полихроматор је оптички уређај који се користи за распршивање светлости у различитим правцима како би се изоловали делови спектра светлости. За распршивање светлости може се користити призма или дифракциона решетка. За разлику од монохроматора, он истовремено емитује више снопова у опсегу таласних дужина. Монохроматори имају један излазни прорез и једна по једна таласна дужина може проћи кроз тај прорез. Полихроматори имају више излазних прореза, од којих сваки омогућава да различита таласна дужина прође кроз њега. После сваког прореза се поставља детектор тако да се светлост на свакој таласној дужини мери различитим детектором. Полихроматори се често користе у спектроскопији.
Спектрограф је блиско повезан појам. Спектрографи углавном не користе излазне прорезе. Уместо тога, они користе један просторно селективан детектор (као што је фотографски филм или уређај са наелектрисањем). Спектрографи се генерално користе за посматрање континуираног опсега таласних дужина, док се полихроматори чешће користе за посматрање неколико дискретних таласних дужина, остављајући празнине између.